# 安島久成
安島 久成(あじま ひさしげ）については同姓同名で2名の人名が確認される。以下の項を参照。

## 安島善之進久成
安島久成 (善之進)(あじま ひさしげ)は、室町時代後期の武士。仮名は善之進。本姓は藤原氏。家系は贈正二位鎮守府将軍・藤原秀郷流の安島氏。常陸守護職 佐竹氏の一門・小川氏に付属していた。常陸国久慈郡上小川に存する長福寺が所蔵する『小川氏系図』には上小川城主・小川義継に付属する22騎の侍大将の一人として「安嶋善之進久成」の名が記されている。城主の小川義継は佐竹氏の一門であり、もとは旧陸奥国岩城郡の小川城主であったが、隣国との抗争で故地を失い、佐竹氏の命で上小川村の小川城主に転封されている。安島久成の生没年は不詳であるが、小川義継の没年が応仁6年（1468年)であることから、同時代の人と見ることができる。

## 安島丹後守久成
安島久成 (丹後守)(あじま ひさしげ)は、戦国時代から安土桃山時代にかけての武将。本姓は藤原氏。家系は藤原秀郷流の安島氏。戦国大名・佐竹義宣の家臣。受領名は丹後守。
山形県新庄市立図書館編『郷土資料叢書第十輯』所収「戸沢家中分限帳（二）」に、戦国大名 佐竹義宣の家臣として安島丹後守久成の名が見える。主家の佐竹氏は天正2年（1574年) 2月に陸奥国高野郡にある白河結城氏方の赤館城奪取により白河郡に新たな領地を獲得し、天正6年（1578年）8月の佐竹・白河両家が和議を結んだことで、陸奥南部における新たな領土・陸奥南郷領を確立していた。同分限によれば久成は棚倉の地で城代を務めていたとされるが、当時、棚倉の地にはまだ棚倉城は築城されておらず、赤館城(赤館とも)及び寺山城(寺山館)が存在していた。久成が城代を務めていたのはそのいずれかと見られる。
なお、当時、佐竹氏の陸奥南郷領全体の統括を担っていたのは佐竹氏の有力一門 佐竹義久であるが、安島久成の「久」の字は義久より与えられたものか。もしくは前項の安島善之進久成の名を受け継いだものと見られる。しかし、佐竹氏の陸奥南部支配はその後、伊達氏の勢力伸長によって苦境に立たされており、1583年頃に安島氏の家門は没落していった。
久成の一子の隼人は22歳で流浪しており、後、慶長7年（1602年）、常陸国笠間郡宍戸において松岡藩主として入封した戸沢政盛に200石で仕官したとされる。その後、政盛の出羽国転封に伴い、隼人は新庄に移住した。隼人の直系は代々五左衛門を名乗り、新庄藩の代官や水道奉行などを歴任したほか、久成の傍系子孫からは江戸時代の和算家 贈従五位安島直円が輩出されている。
また、戸沢政盛には同族の安島善衛門信重も仕官しているが、政盛が出羽新庄藩に転封となった際には主家に同行せず常陸に残留し、戸沢氏の家臣の列を離れて浪人となった。その子 信次は姉の嫁ぎ先  川澄氏が水戸藩士であった縁から推挙を受け水戸藩士となっている。この信次の子孫から輩出されたのが後の水戸藩家老(執政) 贈正四位安島帯刀である。